# Türk Telekom Basketbol Kulübü 2024-2025
Questa voce raccoglie le informazioni riguardanti il Türk Telekom Basketbol Kulübü nelle competizioni ufficiali della stagione 2024-2025.

## Stagione
La stagione 2024-2025 del Türk Telekom Basketbol Kulübü è la 32ª nel massimo campionato spagnolo di pallacanestro, la Basketbol Süper Ligi.
All'inizio della nuova stagione la Federazione decise di modificare il regolamento riguardo al numero di giocatori stranieri consentiti per ogni squadra che così venne allargato a sette. Inoltre, per tutta la durata della gara, le squadre devono schierare nel quintetto in campo almeno 1 giocatore di nazionalità turca.

## Roster
Aggiornato al 14 ottobre 2024.
| Türk Telekom 2024-25 | Türk Telekom 2024-25 |
| Giocatori            | Staff tecnico        |
| -------------------- | -------------------- |

| N. | Naz.                                        | Ruolo | Nome                     | Anno | Alt.   | Peso   |  |
| -- | ------------------------------------------- | ----- | ------------------------ | ---- | ------ | ------ |  |
| 1  | Stati Uniti (bandiera) · Israele (bandiera) | P     | Max Heidegger            | 1997 | 191 cm | 82 kg  |  |
| 2  | Turchia (bandiera)                          | PG    | Mete Tekçevik            | 2001 | 188 cm |        |  |
| 3  | Turchia (bandiera)                          | AG    | Berkan Durmaz            | 1997 | 206 cm | 99 kg  |  |
| 5  | Germania (bandiera) · Turchia (bandiera)    | P     | İsmet Akpınar (C)        | 1995 | 191 cm | 82 kg  |  |
| 7  | Canada (bandiera)                           | AC    | Kyle Alexander           | 1996 | 208 cm | 100 kg |  |
| 8  | Stati Uniti (bandiera)                      | GA    | Anthony Brown            | 1992 | 201 cm | 102 kg |  |
| 9  | Turchia (bandiera)                          | G     | Melih Tunca              | 2005 | 196 cm |        |  |
| 11 | Colombia (bandiera)                         | GA    | Braian Angola            | 1994 | 198 cm | 88 kg  |  |
| 12 | Turchia (bandiera)                          | C     | Arda Özdoğan             | 2005 | 213 cm |        |  |
| 13 | Germania (bandiera) · Turchia (bandiera)    | C     | Mahir Agva               | 1996 | 206 cm | 100 kg |  |
| 19 | Germania (bandiera)                         | A     | Kay Bruhnke              | 2001 | 201 cm |        |  |
| 20 | Stati Uniti (bandiera)                      | AP    | Javon Bess               | 1996 | 198 cm | 100 kg |  |
| 21 | Canada (bandiera)                           | PG    | Olivier Hanlan           | 1993 | 193 cm | 86 kg  |  |
| 33 | Grecia (bandiera)                           | A     | Vasilīs Charalampopoulos | 1997 | 205 cm | 106 kg |  |
| 38 | Turchia (bandiera)                          | AP    | Kaan Berk Tarla          | 2005 | 196 cm |        |  |
| 44 | Stati Uniti (bandiera)                      | P     | Speedy Smith             | 1993 | 191 cm | 82 kg  |  |
| 55 | Francia (bandiera)                          | C     | Yoan Makoundou           | 2000 | 207 cm | 110 kg |  |

| Allenatore                                                                                           |
| - Erdem Can                                                                                          |
| Assistente/i                                                                                         |
| - Can Akın - Savaş Kaynak - Ayberk Nayir Legenda - (C) Capitano - (IN) Inattivo - Infortunato Roster |

## Mercato

### Sessione estiva
| Acquisti | Acquisti                 | Acquisti         | Acquisti   | Acquisti |
| R.a      | Nome                     | da               | Modalità   |          |
| -------- | ------------------------ | ---------------- | ---------- | -------- |
| P        | İsmet Akpınar            | Galatasaray      | svincolato |          |
| P        | Max Heidegger            | Reyer Venezia    | svincolato |          |
| PG       | Olivier Hanlan           | CSKA Mosca       | svincolato |          |
| PG       | Mete Tekçevik            | Kocaeli          | svincolato |          |
| G        | Melih Tunca              | Anadolu Efes     | prestito   |          |
| GA       | Anthony Brown            | Bursaspor        | svincolato |          |
| AP       | Javon Bess               | Würzburg Baskets | svincolato |          |
| AP       | Kaan Berk Tarla          | Anadolu Efes     | svincolato |          |
| A        | Vasilīs Charalampopoulos | Dinamo Sassari   | svincolato |          |
| AG       | Berkan Durmaz            | Beşiktaş         | svincolato |          |
| AC       | Kyle Alexander           | Hapoel Tel Aviv  | svincolato |          |
| C        | Mahir Agva               | Socar Petkimspor | svincolato |          |
| C        | Yoan Makoundou           | Monaco           | svincolato |          |

| Cessioni | Cessioni          | Cessioni         | Cessioni       | Cessioni |
| R.       | Nome              | a                | Modalità       |          |
| -------- | ----------------- | ---------------- | -------------- | -------- |
| P        | Brandon Brown     | Free agent       | fine contratto |          |
| P        | İsmail Cem Ulusoy | Trabzonspor      | fine contratto |          |
| P        | Tyrone Wallace    | Žalgiris Kaunas  | fine contratto |          |
| PG       | Mehmet Yağmur     | Manisa           | fine contratto |          |
| G        | Boran Güler       | Yalovaspor       | fine contratto |          |
| G        | James Palmer      | Galatasaray      | fine contratto |          |
| AP       | Okben Ulubay      | Trabzonspor      | fine contratto |          |
| AG       | Jarrod Jones      | Taoyuan Pilots   | fine contratto |          |
| AG       | Yiğitcan Saybir   | Tofaş Bursa      | fine contratto |          |
| C        | Metehan Akyel     | Free agent       | fine contratto |          |
| C        | Steven Enoch      | Rytas Vilnius    | fine contratto |          |
| C        | Troy Selim Şav    | Socar Petkimspor | fine contratto |          |

### Dopo l'inizio della stagione
| Acquisti | Acquisti      | Acquisti        | Acquisti        | Acquisti   |
| R.       | Nome          | da              | Data            | Modalità   |
| -------- | ------------- | --------------- | --------------- | ---------- |
| GA       | Braian Angola | Hapoel Tel Aviv | 16 ottobre 2024 | svincolato |
| P        | Speedy Smith  | H. Gerusalemme  | 7 novembre 2024 | svincolato |
| A        | Kay Bruhnke   | Mažeikiai       | 6 gennaio 2025  | svincolato |

| Cessioni | Cessioni      | Cessioni   | Cessioni        | Cessioni    |
| R.       | Nome          | a          | Data            | Modalità    |
| -------- | ------------- | ---------- | --------------- | ----------- |
| P        | Max Heidegger | Free agent | 30 ottobre 2024 | rescissione |